# Aero-Service
Aero-Service war eine Fluggesellschaft der Republik Kongo mit Sitz in Pointe-Noire und Basis auf dem Flughafen Pointe-Noire.

## Geschichte
Aero-Service wurde 1967 von einer Tiefkühllebensmittelfirma gegründet, wurde aber zu einem unabhängigen Unternehmen. Die Gesellschaft stand zwischen 2009 und 2020 auf der EU-Flugsicherheitsliste und durfte somit nicht in den europäischen Luftraum einfliegen. Nach schriftlicher Mitteilung der ANAC Congo, der Flugsicherheitsbehörde der Republik Kongo, dass sie neben weiteren Luftfahrtbetreibern des Landes auch der Aero Service das Air Operator Certificate entzogen habe, wurde das Unternehmen von der EU-Flugsicherheitsliste gestrichen.

## Flotte
Die Fluggesellschaft hat mit Stand Juli 2022 keine Flugzeuge.

### Ehemalige Flotte
Im Oktober 2015 bestand die Flotte der Aero-Service aus zwölf Flugzeugen:
| Flugzeugtyp      | aktiv | inaktiv | Anmerkungen |
| ---------------- | ----- | ------- | ----------- |
| Antonow An-12    | 1     | 2       |             |
| Antonow An-24RV  | 1     | 5       |             |
| Antonow An-26    | 1     |         |             |
| ATR 42-300       | 1     |         |             |
| Jakowlew Jak-42D |       | 1       |             |
| Gesamt           | 4     | 8       |             |

## Zwischenfälle
- Am 19. Juni 2010 stürzte eine CASA C-212-CB Aviocar 100 der Aero-Service (Luftfahrzeugkennzeichen TN-AFA) nahe Mintom (Kamerun) ab. Das Flugzeug befand sich auf dem Weg von Yaoundé (Kamerun) nach Yangadou (Sangha). Die Maschine war zunächst verschwunden und wurde erst zwei Tage nach dem Absturz entdeckt. Alle elf Insassen kamen ums Leben.[5]

- Am 30. November 2012 stürzte eine Iljuschin Il-76T der Air Highnesses (EK-76300), betrieben für Aero-Service, aus Pointe Noire im Landeanflug auf dem Flughafen Brazzaville Maya-Maya ab. Dabei zerstörte sie mehrere Häuser. Alle sieben Insassen und 25 Personen am Boden kamen ums Leben, 14 wurden verletzt.[6][7]